# Оцінка руху

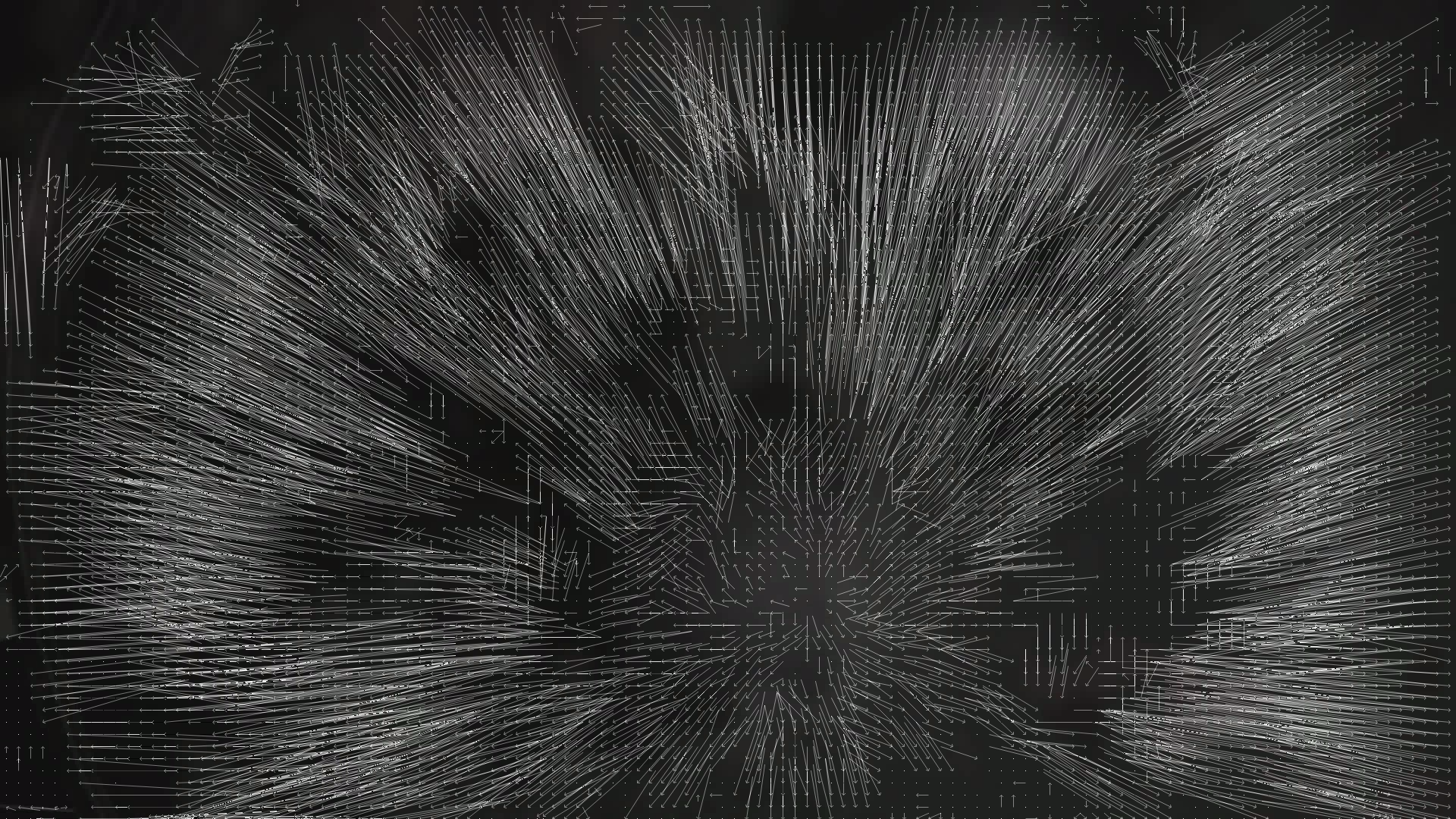
Вектори руху, які є результатом руху в -площину зображення в поєднанні з бічним рухом внизу праворуч. Це візуалізація оцінки руху, виконана з метою стиснення відео у форматі MPEG.

Оцінка руху — це процес визначення векторів руху, що описують перетворення від одного 2D-зображення до іншого; зазвичай із сусідніх кадрів у відеопослідовності. Це неправильно поставлена проблема, оскільки рух тривимірний, але зображення є проєкцією 3D-сцени на 2D-площину. Вектори руху можуть стосуватися цілого зображення (глобальна оцінка руху) або конкретних частин, таких як прямокутні блоки, довільні фігури або навіть на піксель . Вектори руху можуть бути представлені поступальною моделлю або багатьма іншими моделями, які можуть апроксимувати рух реальної відеокамери, такі як обертання та переведення у всіх трьох вимірах та масштабування.

## Пов'язані терміни
Частіше за все термін оцінка руху та термін оптичний потік використовуються як взаємозамінні. Це також пов'язано в концепції з реєстрацією зображення та стереоперепискою.  Насправді всі ці терміни стосуються процесу пошуку відповідних точок між двома зображеннями або відеокадрами. Точки, які відповідають одна одній у двох видах (зображеннях або кадрах) реальної сцени чи об'єкта, «зазвичай» є однаковою точкою на цій сцені або на цьому об'єкті. Перш ніж робити оцінку руху, ми повинні визначити вимірювання відповідності, тобто метрику відповідності, яка є виміром схожості двох точок зображення. Тут немає ні правильного, ні неправильного; вибір метрики відповідності, як правило, пов'язаний з тим, для чого використовується остаточний прогнозований рух, а також зі стратегією оптимізації в процесі оцінки.

## Алгоритми
Методи пошуку векторів руху можна класифікувати на піксельні методи («прямий») та на основі функціональних методів («непрямий»). Результатом відомих дебатів стало створення двох статей від протилежних фракцій, які намагалися зробити висновок.

### Прямі методи
- Алгоритм узгодження блоків
- Методи фазової кореляції та частотної області
- Піксельні рекурсивні алгоритми
- Оптичний потік

### Непрямі методи
Непрямі методи використовують такі функції, як виявлення кутів, та узгоджують відповідні ознаки між кадрами, як правило, із статистичною функцією, застосованою до локальної чи глобальної області. Призначення статистичної функції полягає у видаленні збігів, які не відповідають фактичному руху.
Статистичні функції, які були успішно використані, включають RANSAC .

### Додаткова примітка щодо класифікації
Можна стверджувати, що майже всі методи вимагають певного виду визначення критеріїв відповідності. Різниця полягає лише в тому, чи спочатку ви підсумовуєте місцеву область зображення, а потім порівнюєте підсумовування (наприклад, методи, засновані на характеристиках), або порівнюєте спочатку кожен піксель (наприклад, квадратування різниці), а потім підсумовуєте локальну область зображення (блокова база) рух і фільтр на основі руху). Новий тип критеріїв відповідності узагальнює локальну область зображення спочатку для кожного місця розташування пікселів (за допомогою деяких перетворень функцій, таких як перетворення Лапласіана), порівнює кожен підсумований піксель і знову підсумовує область локального зображення.  Деякі критерії відповідності мають можливість виключати точки, які насправді не відповідають один одному, хоча і дають хорошу оцінку відповідності, інші не мають такої здатності, але вони все одно відповідають критеріям.

## Програми

### Кодування відео

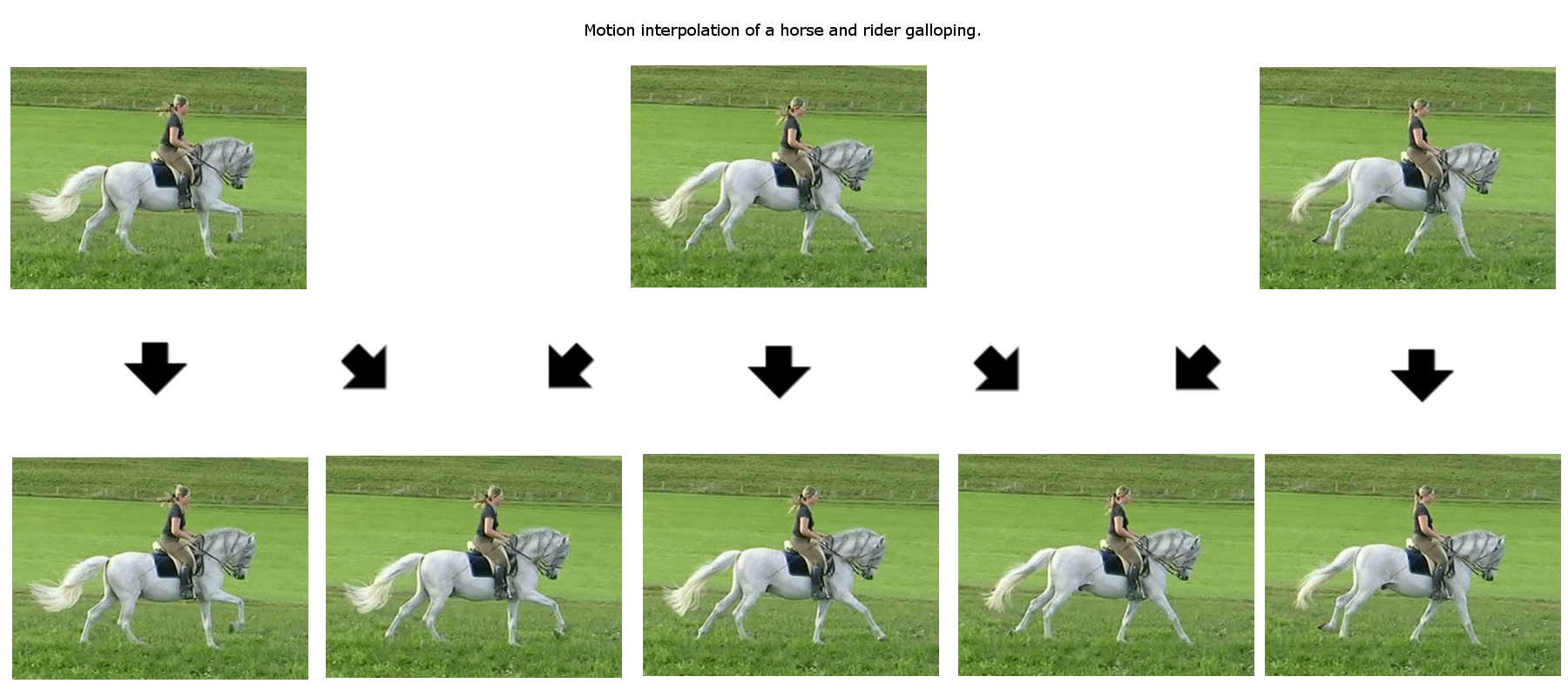
Відеокадри з інтерполяцією руху

Застосування векторів руху до зображення для синтезу перетворення до наступного зображення називається компенсацією руху .  Це найпростіше застосувати до стандартів кодування відео на основі дискретного косинусного перетворення (DCT), оскільки кодування виконується блоками.
Як спосіб використання тимчасової надмірності, оцінка руху та компенсація є ключовими частинами стиснення відео . Майже всі стандарти кодування відео використовують оцінку та компенсацію руху на основі блоку, таку як серія MPEG, включаючи найновіший HEVC .

### 3D-реконструкція
При одночасній локалізації та картографуванні 3D-модель сцени реконструюється за допомогою зображень з рухомої камери.